# Рамаз Нозадзе
Рамаз Нозадзе (груз. რამაზ ნოზაძე, 16 жовтня 1983, Тбілісі) — грузинський борець греко-римського стилю, чемпіон та бронзовий призер чемпіонатів світу, дворазовий переможець та бронзовий призер чемпіонатів Європи, переможець кубку світу, срібний призер Літнх Олімпійських ігор 2004 в Афінах.

## Біографія
Боротьбою почав займатися з 1994 року. Був чемпіоном світу (2003) та Європи (2002) серед юніорів. Бронзовий призер світової першості 1999 року серед кадетів.

## Спортивні результати на міжнародних змаганнях

### Виступи на Олімпіадах
| Змагання                    | Збірна | Вагова категорія                 | Місце  |
| --------------------------- | ------ | -------------------------------- | ------ |
| Літні Олімпійські ігри 2004 | Грузія | греко-римська боротьба, до 96 кг | Срібло |
| Літні Олімпійські ігри 2008 | Грузія | греко-римська боротьба, до 96 кг | 11     |

### Виступи на Чемпіонатах світу
| Змагання                        | Збірна | Вагова категорія                 | Місце  |
| ------------------------------- | ------ | -------------------------------- | ------ |
| Чемпіонат світу з боротьби 2002 | Грузія | греко-римська боротьба, до 96 кг | 23     |
| Чемпіонат світу з боротьби 2003 | Грузія | греко-римська боротьба, до 96 кг | Бронза |
| Чемпіонат світу з боротьби 2006 | Грузія | греко-римська боротьба, до 96 кг | 5      |
| Чемпіонат світу з боротьби 2007 | Грузія | греко-римська боротьба, до 96 кг | Золото |
| Чемпіонат світу з боротьби 2009 | Грузія | греко-римська боротьба, до 96 кг | 13     |

### Виступи на Чемпіонатах Європи
| Змагання                         | Збірна | Вагова категорія                  | Місце  |
| -------------------------------- | ------ | --------------------------------- | ------ |
| Чемпіонат Європи з боротьби 2001 | Грузія | греко-римська боротьба, до 97 кг  | 17     |
| Чемпіонат Європи з боротьби 2002 | Грузія | греко-римська боротьба, до 120 кг | 5      |
| Чемпіонат Європи з боротьби 2003 | Грузія | греко-римська боротьба, до 96 кг  | Золото |
| Чемпіонат Європи з боротьби 2007 | Грузія | греко-римська боротьба, до 96 кг  | Золото |
| Чемпіонат Європи з боротьби 2008 | Грузія | греко-римська боротьба, до 96 кг  | Бронза |

### Виступи на Кубках світу
| Змагання                    | Збірна | Вагова категорія                 | Місце  |
| --------------------------- | ------ | -------------------------------- | ------ |
| Кубок світу з боротьби 2003 | Грузія | греко-римська боротьба, до 96 кг | Золото |
| Кубок світу з боротьби 2007 | Грузія | греко-римська боротьба, до 96 кг | 6      |

### Виступи на інших змаганнях
| Змагання                                | Збірна | Вагова категорія                 | Місце  |
| --------------------------------------- | ------ | -------------------------------- | ------ |
| Золотий Гран-прі з боротьби 2009        | Грузія | греко-римська боротьба, до 96 кг | Срібло |
| Золотий Гран-прі з боротьби 2010 (Баку) | Грузія | греко-римська боротьба, до 96 кг | 16     |
| Міжнародний турнір «Cristo Lutte» 2011  | Грузія | греко-римська боротьба, до 96 кг | 7      |

### Виступи на змаганнях молодших вікових груп
| Змагання                                       | Збірна | Вагова категорія                 | Місце  |
| ---------------------------------------------- | ------ | -------------------------------- | ------ |
| Чемпіонат світу з боротьби серед кадетів 1999  | Грузія | греко-римська боротьба, до 85 кг | Бронза |
| Чемпіонат Європи з боротьби серед юніорів 2002 | Грузія | греко-римська боротьба, до 97 кг | Золото |
| Чемпіонат світу з боротьби серед юніорів 2003  | Грузія | греко-римська боротьба, до 96 кг | Золото |